# Lobsang Tenzin Chökyi Gyaltsen
Lobsang Tenzin Chökyi Gyaltsen (Tsonyon (Amdo) is een Tibetaans geestelijke. Op zijn dertiende werd hij erkend als de gereïncarneerde Shingsa Rinpoche door het klooster Ragya (Raga Gompa).
Over de Shingsa Rinpoche geloven Tibetanen dat hij de reïncarnatie is van de moeder van de stichter van de gelugschool, Tsongkhapa.

## Geestelijke
Hij speelde een rol in de pänchen lama-controverse aangezien hij door de Chinese autoriteiten werd gevraagd om deel uit te maken van een groep van lama's uit verschillende delen van Tibet. Deze groep werd gevraagd om de Chinese kandidaat, Gyancain Norbu, te erkennen als de elfde pänchen lama. Hij weigerde dat.
Daarop besloot hij op zijn zeventiende het land te verlaten om te voorkomen dat hij zou worden gedwongen meer dingen te doen die tegen de belangen andere Tibetanen in zou gaan. Bij aankomst in India ging hij op aanraden van de veertiende dalai lama Tenzin Gyatso naar de Zuid-Indiase vestiging van het klooster Sera om zijn studie te vervolgen. Hij werkte hij mee aan de redactie van enkele tijdschriften over Tibetaanse cultuur en onderwijs.

## Activisme
Tijdens de opstand van 2008 besloot hij mee te doen aan een hongerstaking van 24 uur en liep vanaf 18 april mee in de mars die van Delhi naar Tibet zou lopen. Deze werd echter halverwege onderbroken door de Indiase politie.
De dalai lama riep de groep op de mars te staken en te kiezen voor de middenweg, die hij naast zich neerlegde. Dit principe gaat uit van een betekenisvolle autonomie binnen China. Dit was bijzonder, gezien er van hem als erkende reïncarnatie van een hoge lama verantwoordelijkheden worden verwacht. In de documentaire The Dalai Lama: 50 Years After the Fall verklaart hij deze keuze, met: "als je de moed hebt om voor je volk te sterven, dan volg je niet het advies van de dalai lama. We zullen geen geweld gebruiken. Laat de Chinezen ons maar aftuigen of doden." 